# Cuir découpé

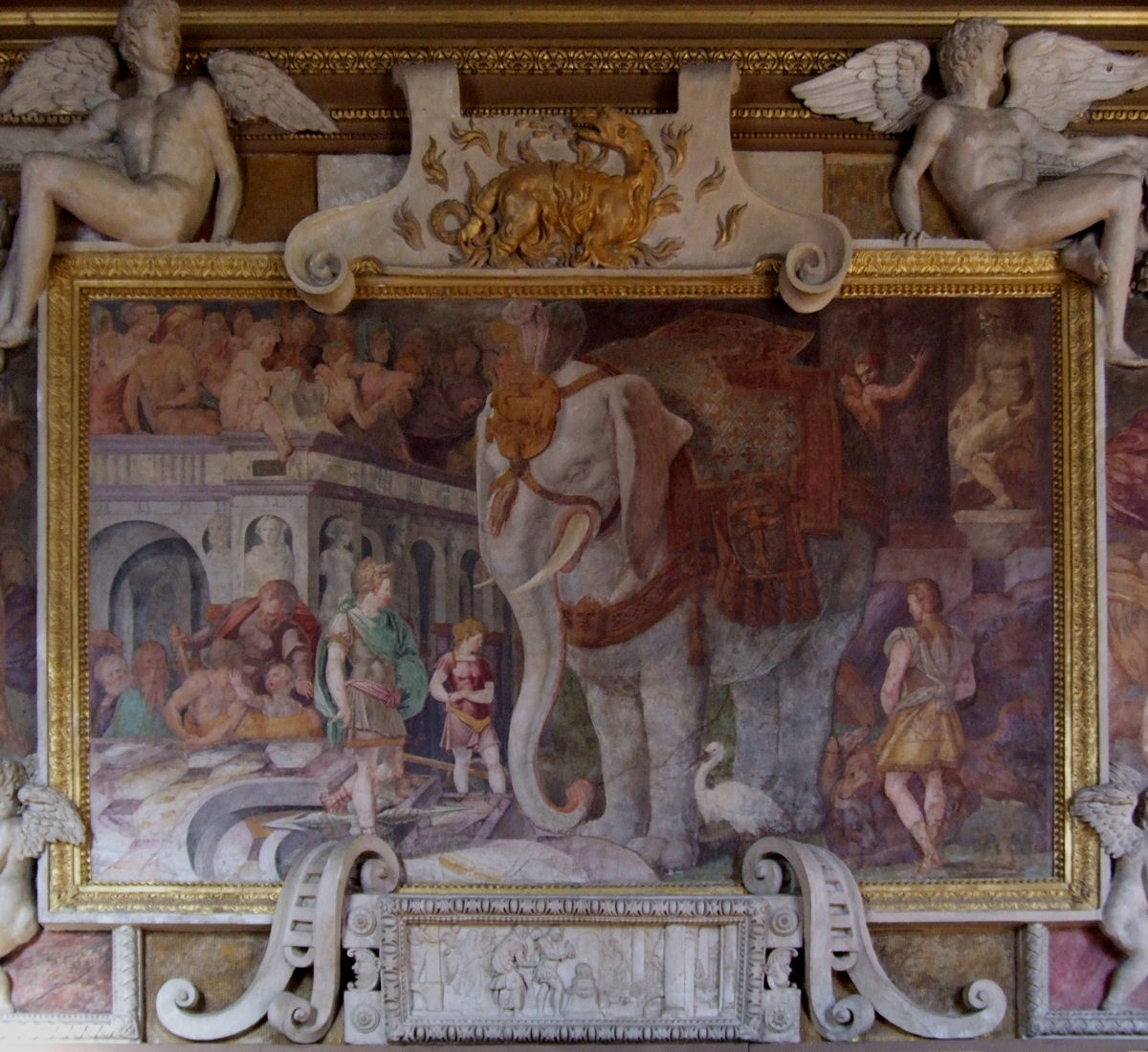
Motifs de cuir découpé en stuc de Rosso Fiorentino au château de Fontainebleau, vers 1535.

En arts décoratifs, le motif ornemental de cuir découpé, aussi appelé ornement auriculaire ou lobé, rappelle par sa forme un morceau de cuir ou de métal découpé et enroulé en volutes stylisées. Il trouve son origine dans les motifs de rubans apparus au Moyen Âge.
Souvent exécuté en stuc, ce motif décoratif est caractéristique de la Renaissance maniériste et présent dans la décoration intérieure du château de Fontainebleau, notamment dans la galerie François Ier (1535-1537). Il aurait été introduit par Rosso Fiorentino qui développa une forme raffinée et originale de cuir découpé dans des cartouches aux formes denses et en fort relief, incorporant des figures maniéristes et dominant les peintures décoratives qu’elles encadrent.
Ces motifs furent ensuite reproduits sur des cartons de tapisseries et en gravures. Ils illustrèrent rapidement les livres et reliures à partir des années 1540 et se répandirent dans les pays du Nord (1535-1630).
Ce motif réapparut au XIXe siècle dans la décoration de murs peints et fresques, sculpté dans le bois ou moulé dans le plâtre ou le stuc, ainsi que dans des œuvres graphiques.